# John Webster
John Webster (c. 1580 — c. 1634) var en engelsk dramatisk digter.
Om hans Liv vides intet; han kaldes et Sted Merchant tailor (Klædehandler), men om denne Betegnelse er
berettiget, er vist tvivlsomt. Fra Begyndelsen af det 17. Aarhundrede optraadte han i
Samarbejde med flere andre af Tidens Dramatikere som Dekker, Marston, Rowley o. a. Med
Sikkerhed ved vi kun, at fire Dramaer skyldes ham alene: Appius and Virginia, The Bevils
Law Case, The Duchess of Malfi, The White Devil, or Life and death of Vittoria Corombona.
Især de to sidste Tragedier er mægtige og gribende Fremstillinger af Forbrydelser og
Laster og giver ypperlige Karakterskildringer af djævelske Mænd og Kvinder. W.s Værker er
udgivne flere Gange, saaledes af Dyce 1857, af Hazlitt i 4 bind 1857 og i The Mermaid Series (sammen med Tourneur).